# جيرار إرنست شنايدر
جيرار إرنست شنايدر (بالفرنسية: Gérard Schneider)‏ هو رسام سويسري وفرنسي، ولد في 28 أبريل 1896 في Sainte-Croix, Switzerland ‏ في سويسرا، وتوفي في 8 يوليو 1986 في باريس في فرنسا.